# Julia Keller
Pour les articles homonymes, voir Keller.
Julia Keller, née à Huntington en Virginie-Occidentale, est une femme de lettres américaine, auteure de nombreux romans policiers et de science-fiction.

## Biographie
Julia Keller est diplômée de l'université Marshall, puis a obtenu un doctorat en littérature anglaise à l'université d'État de l'Ohio. Elle a été boursière Nieman à l'université Harvard et a enseigné à l'université de Princeton, à l'université d'État de l'Ohio et à l'université de Notre-Dame-du-Lac. En 2005, alors qu'elle travaille pour le Chicago Tribune, elle remporte le Pulitzer de l'article de fond (featuring writing en anglais). 
En 2012, elle publie son premier roman, A Killing in the Hills avec lequel elle est lauréate du prix Barry 2013 du meilleur premier roman. Elle y met en scène Bell Elkins, procureur de district pour le comté de Raythune en Virginie-Occidentale.

## Œuvre

### SérieBell Elkins
- (en) A Killing in the Hills, 2012
- (en) Bitter River, 2013
- (en) Summer of the Dead, 2014
- (en) A Haunting of the Bones, 2014, roman court
- (en) The Devil's Step-Daughter, 2014, roman court
- (en) Ghost Roll, 2015, roman court
- (en) Last Ragged Breath, 2015
- (en) Evening Street, 2015, roman court
- (en) Sorrow Road, 2016
- (en) Thus Far, 2016
- (en) Fast Falls the Night, 2017
- (en) Bone on Bone, 2018
- (en) The Cold Way Home, 2019

### SérieDark Intercept
- (en) The Dark Intercept, 2017
- (en) Dark Mind Rising, 2018
- (en) Dark Star Calling, 2019

### Romans indépendants
- (en) Back Home, 2009

### Roman court
- (en) The Tablet of Scaptur, 2017

### Autre ouvrage
- (en) Mr. Gatling's Terrible Marvel, 2008

## Prix et distinctions

### Prix
- Prix Pulitzer de l'article de fond 2005[1]
- Prix Barry 2013 du meilleur premier roman pour A Killing in the Hills[2]

### Nominations
- Mary Higgins Clark 2015 pour Summer of the Dead[3]
- Prix Mary Higgins Clark 2019 pour Bone on Bone[3]
- Prix Shamus 2020 pour The Cold Way Home[4]